# Five O’Clock Heroes
Five O’Clock Heroes — американская рок-группа, образованная в 2003 году в Нью-Йорке. Песня «Who», записанная всесте с моделью Агнесс Дин, была плохо встречена критиками и получила всего 2/10 по версии журнала New Musical Express.
Название группы происходит от песни группы The Jam «Just Who Is The Five O’Clock Hero?» из альбома The Gift 1982 года.
Большое влияние на развитие группы оказали такие исполнители, как Элвис Костелло, The Police, Joe Jackson и Dexys Midnight Runners.

## Дискография
- 2006 — Bend to the Breaks
- 2008 — Speak Your Language
- 2011 — Different Times